# Amt Malchow-Land

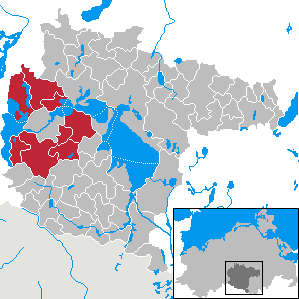
Amt Malchow-Land im Landkreis Müritz

Im Amt Malchow-Land (ehemaliger Landkreis Müritz in Mecklenburg-Vorpommern) waren ab 1992 die 13 Gemeinden Adamshoffnung, Alt Schwerin, Göhren-Lebbin, Grüssow, Kogel, Lexow, Nossentiner Hütte, Penkow, Rogeez, Satow, Silz, Walow und Zislow zur Erledigung ihrer Verwaltungsgeschäfte zusammengeschlossen. Der Verwaltungssitz befand sich in der nicht amtsangehörigen Stadt Malchow.
Gleichzeitig mit dem Zusammenschluss der zuvor selbständigen Gemeinden Adamshoffnung, Grüssow, Kogel, Rogeez und Satow zur neuen Gemeinde Fünfseen sowie der Eingemeindung von Lexow nach Walow wurde das Amt Malchow-Land am 1. Januar 2005 aufgelöst.
Die Gemeinden des Amtes bilden nun zusammen mit der Stadt Malchow das neue Amt Malchow.